# Volodîmîrivka, Sakî
Volodîmîrivka (în ucraineană Володимирівка) este un sat în comuna Lisnivka din raionul Sakî, Republica Autonomă Crimeea, Ucraina.

## Demografie
Componența lingvistică a localității Volodîmîrivka
     Rusă (48,06%)
     Ucraineană (26,49%)
     Tătară crimeeană (22,52%)
     Belarusă (1,73%)
     Alte limbi (0,44%)
Conform recensământului din 2001, nu exista o limbă vorbită de majoritatea populației, aceasta fiind compusă din vorbitori de rusă (48,06%), ucraineană (26,49%), tătară crimeeană (22,52%) și belarusă (1,73%).